# Hatta (zamindari)
Hatta fou un estat tributari protegit del tipus zamindari a l'Índia central, part del districte de Balaghat a les Províncies Centrals (modernament Madhya Pradesh). la capital fou la vila d'Hatta localitzada en un lloc amb abundants mangos a uns 14 km a l'est del riu Waiganga amb una població el 1881 de 2.466 habitants.
La residència del zamindar estava rodejada per l'antiga fortalesa gond. El zamindari que governava a la segona meitat del segle XIX va fer molt pel poble obrint una escola i un dispensari i arranjant els camins. A la rodalia de la vila hi ha un baoli (un llac artificial enfonsat escalonat) construït per un anterior zamindar.